# Varzelândia
Varzelândia é um município brasileiro do estado de Minas Gerais. Sua população recenseada em 2022 era de 18 840 habitantes.

## História
A povoação da região onde hoje se encontra Varzelândia está ligada a colonização do norte de Minas e ao Ciclo do Boi, quando os rebanhos vinham do norte do país pelo rio São Francisco abastecer as mineradoras.
Com esse processo surgiram várias fazendas, e Varzelândia - a cidade das várzeas - dai se originou. Dentre os seus fundadores, Josué Soares dos Reis, Gregório Gomes Ferreira, Melquíades Francisco Borges, Santos Gonçalves de Sousa, Bernardo Vermelho e João Borges Rego foram os principais. 
A origem do município está no distrito de São João da Ponte, do qual Varzelândia se emancipa em 3 de março de 1962.

### Quilombolas e assentamentos
Localizados nas margens do rio Arapuim, afluente da margem esquerda do rio Verde Grande, na divisa dos municípios de São João da Ponte e Varzelândia, no Norte de Minas Gerais, a história de Brejo dos Crioulos é uma história que ainda não consta da historiografia dos brancos que ocuparam o Norte de Minas desde dos primórdios da colonização portuguesa, nos idos do século XVI.
Conforme relatos, desde meados do Século XVII, negros fugidos da escravidão passaram a se fixar às margens da Lagoa Peroba, existente na vazante do médio ribeirão Araquém. A ocupação dessa área foi possibilitada pela existência de brejo na vazante do referido ribeirão, propícia à proliferação da maleita, que a tornava imprópria para brancos e indígenas.Com o passar do tempo, muitos outros negros fugidos se dirigiram para a área, aumentando a população que no final do Século XIX era de 38 troncos familiares. Nesse contexto, as famílias aqui localizadas desenvolveram um sistema peculiar de organização social, cultural e produtiva, baseada em heranças africanas, indígenas e portuguesas.
A partir dos anos 1960, com a expansão agrícola no Norte de Minas, fazendeiros utilizando-se de recursos violentos, como jagunços armados, passaram a grilar e a tomar as terás de diversas famílias herdadas de seus ancestrais, utilizando o artifício da venda forçada, conforme diversos estudiosos da região.
No caso de Brejo dos Crioulos, algumas famílias mudaram-se para outras localidades e, outras, se fixaram em 'terra de santo', existente na localidade (Terra de Santo constitui-se de uma gleba de terra doada a Bom Jesus por um dos moradores como pagamento de promessa. Com a expulsão de diversas famílias das terras de seus ancestrais, muitos dos membros da comunidade, não querendo afastar do território, onde sempre viveram passaram a ocupar essa gleba. Tal ocupação deu origem ao povoado de Araruba, onde residem os deserdados da terra.)

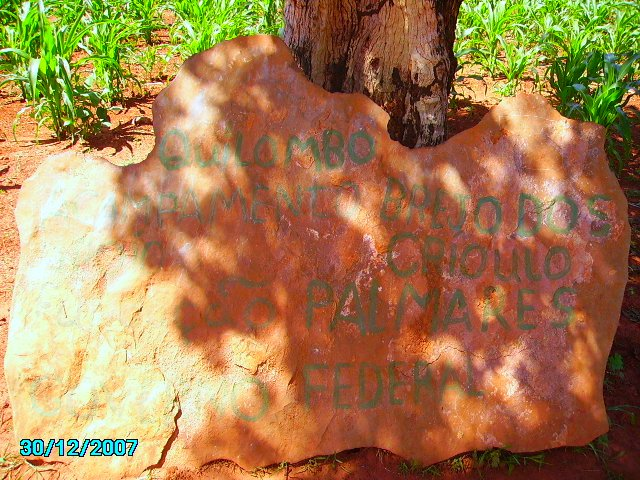
Referencia do centro de apoio de brejo dos crioulos

## Geografia
O Varzelândia está localizada entre o Rio São Francisco e Rio Verde Grande e ao sul pelo Rio Arapuim. O município tem a altitude média de 761 m.
A região encontra-se num ambiente de transição entre o cerrado e a caatinga, fornecendo um variado padrão de subsistência, e tem como rio mais importante o Verde Grande, afluente da margem direita do São Francisco. As elevações da serra do Sabonetal ─divisor de águas entre o São Francisco e o Verde Grande─ amenizam o clima em certas zonas onde ocorre floresta latifoliada tropical.
O relevo apresenta formação da série Bambuí, cujos paredões calcários caracterizam-se por grande quantidade de aberturas de formas irregulares (abrigos, cavernas ou lapas, como são localmente conhecidas), outrora escavadas por rios de considerável volume d’água, hoje reduzidos a córregos. É nestas formações que se localiza a maioria dos sítios arqueológicos, sejam eles temporários ou de ocupação prolongada. 

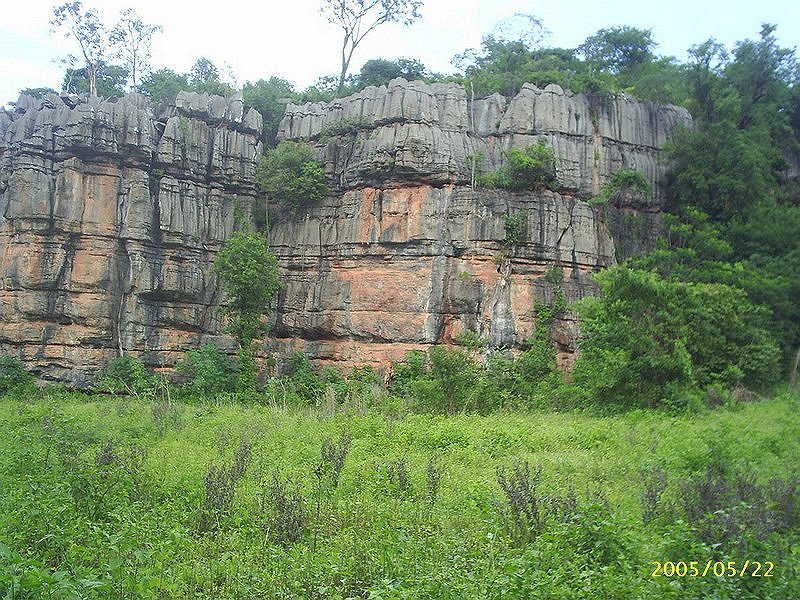
Montanha Rochosa de Varzelândia

### Sítios arqueológicos
A região se destaca pela grande quantidade de sítios arqueológicos. Existem aproximadamente 50 sítios cadastrados, até o momento, pela equipe do Instituto de Arqueologia Brasileira - IAB, dentre os quais 11 foram selecionados e escavados no âmbito do Programa de Pesquisas Arqueológicas em Grutas do Estado de Minas Gerais.
Nomes de alguns sítios: Aldeia de Macaúbas, Lapa da Pintura, Lapa do Mutambal, Lapa do Piquenique, Lapa do Vicente, Macaúba I e II, /Lapa de Macaúbas, Gruta de Carrancas I, Lapa do Urubu. Sítio Boqueirão Soberbo apresenta os mais antigos vestígios de horticultura no país.

### Arte Rupestre
Apesar da arte rupestre estar em todo aquele Estado, é em Varzelândia que ela chama mais atenção. A caverna brasileira é a conhecida Lapa da Lagoa. Ali, segundo estudos já feitos, o homem viveu há perto de 10000 anos e deixou pintadas nas paredes, com tinta vermelha e preta, imagens de alguns animais, do Sol, da Lua, e figuras semelhantes a discos voadores.
A partir de 1970, com o início do Programa de Pesquisas no Vale do São Francisco, o Instituto de Arqueologia Brasileira (IAB) vem localizando ao longo do curso do rio uma série de sítios arqueológicos. As pesquisas terminaram por concentrar-se em três diferentes regiões do território mineiro: a Serra do Cabral, no centro do Estado, Varzelândia, ao norte, e Unaí, a noroeste. A arte rupestre de cada uma destas regiões apresenta diferenças quanto à técnica de execução, estilo, tratamento, temática e concentração das figuras.

### Solo
Solo de calcário arenoso, de boa fertilidade, terras profundas e de boa drenagem. São latossolos originados de rochas calcárias.
O solo da várzea é muito propício para o cultivo de cana-de-açúcar. A região norte do estado de Minas Gerais tornou-se um grande produtor de cana-de-açúcar, o que propicia um novo rumo na economia da região.

### Fauna
Os animais mais comuns da região são Preá, soim, corrupião, onça-parda, tamanduá-mirim. Espécies de anfíbios como sapo-boi.

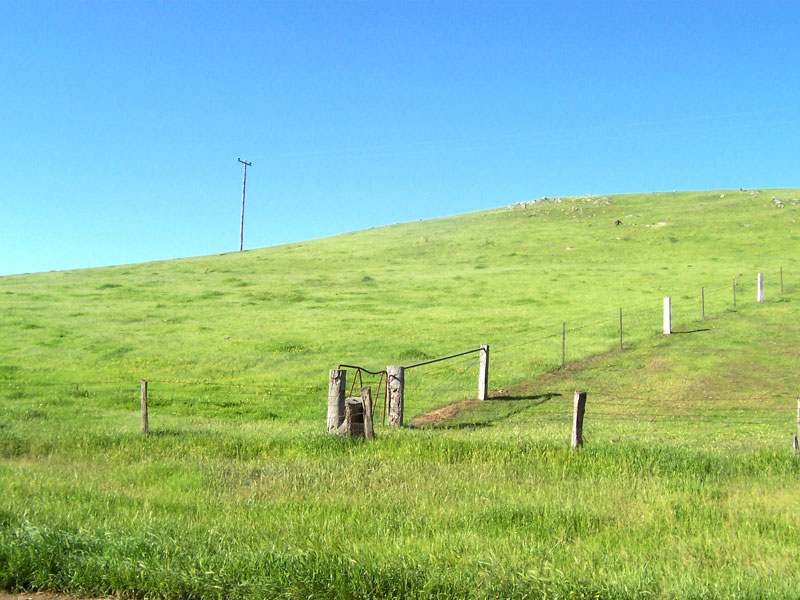
Terrenos íngremes

## Economia
A agropecuária é a base da sua atividade econômica , seguida por forte participação no comércio.

### Pecuária
Segundo IBGE em 2023 o município possuía em cabeças: 22.288 Bovinos, 11.350 Galinhas, 3.412 Suínos, 1.213 Equinos, 149 Caprinos e 93 Ovinos.  O gado é destinado ao corte e a produção de leite e atualmente tem ganhado espaço a produção de mel de abelha, com 550 kg anual.

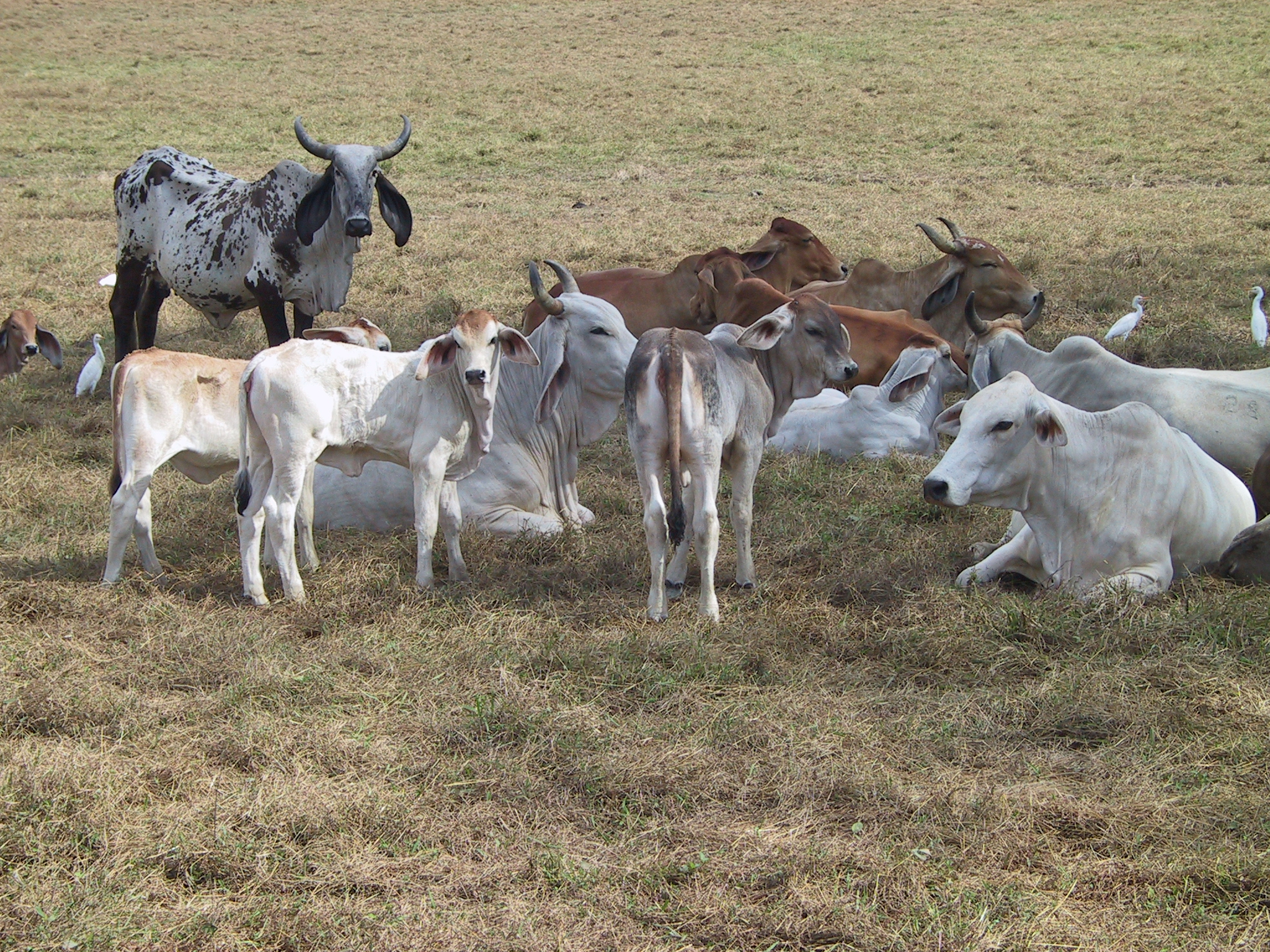
Criação de Gado

### Extração Vegetal
As extrações residem mais no campo do carvão (535 toneladas), lenha (9.650 toneladas) e madeira em tora (48 Metros cúbicos).

### Lavoura
De acordo com a produção agrícola de 2023 as principais produções são: as lavouras permanentes de banana, manga e tangerina, e as temporárias de cana-de-açúcar, feijão, mandioca e milho

### Agroindústria
O beneficiamento de produtos por meio  da agricultura familiar, tem proporcionado crescimento econômico a diversas  famílias, principalmente da zona rural, os principais beneficiamento são polpas de frutas, queijo, rapadura, cachaça, linguiça caseira, farinha de mandioca.

### Comércio
Comércio em franco crescimento, contando com supermercados, vários mercados, mercearias, açougues, padarias, bares, farmácias, lojas de roupas, calçados e móveis entre outros, inclusive cinco postos de combustíveis. O município possui um Mercado Municipal, onde os produtores locais se reúnem para vender seus produtos.

### Turismo
A cidade recebe vários visitantes ao longo do ano, principalmente no período de férias do final do ano e na tradicional Festa de Agosto. 

### Festas
Em 3 de Março é comemorado o aniversário de emancipação da cidade, e o Padroeiro Bom Jesus é celebrado no dia 15 de agosto, ocorrendo, neste período, a Festa do Senhor Bom Jesus de Varzelândia. Durante os festejos são realizadas procissões, leilões, missas, batizados e a grande vaquejada que conta com muitos visitantes e corredores de todos os estados brasileiros.

### Frota (2024)
- Automóvel: 2.611
- Caminhão: 90
- Caminhonete: 540
- Camioneta: 104
- Micro-ônibus: 14
- Motocicleta: 4.577
- Motoneta: 310
- Ônibus: 74

Total de Veículos: 8.444

## Saúde
- Fundação Hospitalar:1
- Centro de Saúde (inclusive Unidade de Saúde da Família): 9

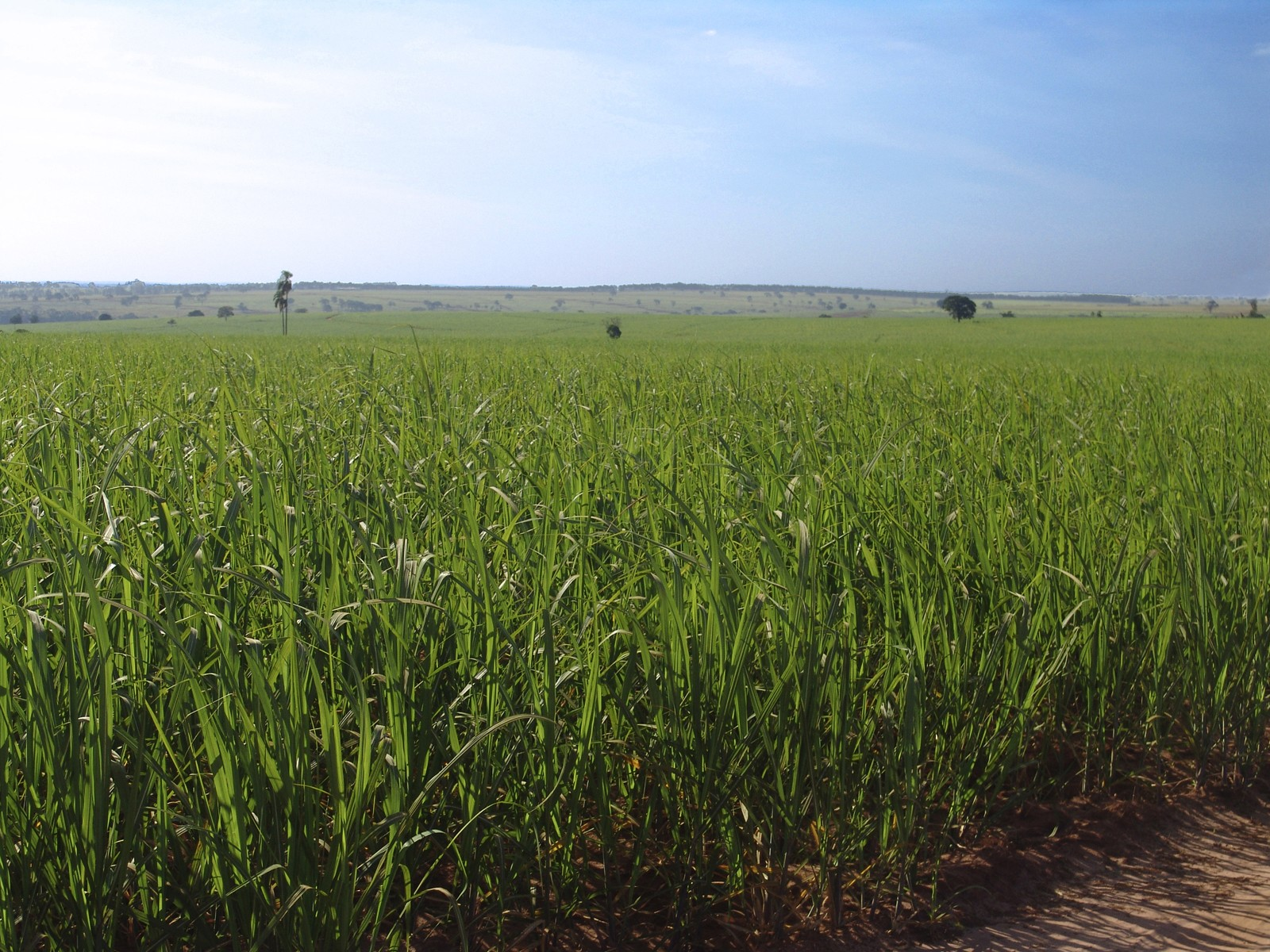
Cultura de Cana-de-açúcar

## Educação

### Ensino Básico, Fundamental e Médio
- Pré-Escolas: 25
- Escolas de Ensino Fundamental: 31
- Escolas de Ensino Médio: 6

### Bibliotecas
O município conta com uma biblioteca totalmente equipada e informatizada, funcionando na E.E. Padre José Silveira.

## Esporte e lazer

### Clubes
Praça de Esportes, com piscina, quadras e campo society de futebol (gramado). Varzelândia também conta com um grande campeonato de futebol, esse esporte é o grande destaque da cidade.

### Estádio
A cidade possui um Estádio de Futebol, denominado Humberto Gomes, e também alguns ginásios para prática de esportes especializados como: Vôlei, Basquete, Futsal.
O futebol júnior também cresceu muito na cidade, em 2008 foi promovido o primeiro campeonato tendo como vencedora a L.D.U Futebol clube. Para registros históricos, remonta-se a grande rivalidade entre Juventus versus União.

### Monumentos
- Marco de Entrada/Saída do Município (mais conhecido como "Picolé")
- Busto de Dª Justiniana (Dª Justa), na praça da vila nova.

### Feriado municipal
- 3 de março - aniversário da cidade.

15 de agosto - Feriado do Padroeiro Bom Jesus.

## Transporte

### Rodovias
A partir de Belo Horizonte, siga para Montes Claros e depois até Japonvar no percurso BR-040-135, depois siga pela MG-202 de Japonvar a São João da Ponte, depois pegue a MG-403 até Varzelândia, totalizando 584 km neste percurso.